# Henrik III. Gisingovac
Henrik III. Gisingovac († 1310.), slavonski velikaš njemačkog porijekla iz velikaške obitelji Gisingovaca. Bio je više puta slavonski ban (1290. – 1291., 1293., 1301. – 1310.) te kraljevski tavernik (1302. – 1305.).
Njegov otac je bio moćni velikaš Henrik II. Gisingovac, a imao je braću Nikolu I., Ivana i Petra I. Nakon izumruća dinastije Arpadovića sudjelovao je zajedno s braćom u dinastičkim sukobima. Poslije njegove smrti, kralj Karlo I. Anžuvinac (1301. – 1342.) se razračunao s njegovim sinovima, Ivanom II. i Petrom II. čime je uništio moć i snagu Gisingovaca u Slavoniji.